# 2. kolovoza
2. kolovoza (2. 8.) 214. je dan godine po gregorijanskom kalendaru (215. u prijestupnoj godini).
Do kraja godine ima još 151 dan.

## Događaji
- 217. pr. Kr. – Kod Kane u Apulieniji Hanibal je nanio veliki poraz rimskoj vojsci. Unatoč brojčanoj premoći, Rimljani koji su imali čak 80.000 vojnika izgubili su bitku u kojoj su ih Kartažani uništili: ubili su više od 50.000 rimskih vojnika
- 1717. – Imotski oslobođen od turske vlasti.
- 1802. – Napoleon proglašen doživotnim konzulom Francuske
- 1858. – Britanski parlament usvojio je zakon kojim je indijska vlada stavljena pod upravu britanske krune
- 1870. – London otvorio prvu podzemnu željeznicu na svijetu
- 1880. – u Sarajevu počela s radom "Tvornica duhana Sarajevo"
- 1903. – u Makedoniji počeo Ilindenski ustanak za oslobodenje od turske vlasti
- 1920. – Završio je Valonski rat, sukob talijanskih okupacijskih vlasti i Albanije.
- 1928. – Italija je potpisala 20-godišnji ugovor o prijateljstvu s Etiopijom
- 1934. – Adolf Hitler se proglasio Führerom
- 1940. – Velika loža "Jugoslavija" prekida rad te likvidirala sve svoje lože na području Kraljevine Jugoslavije čime  prestaje djeovanje slobodnih zidara u Kraljevini.
- 1960. – Tina Turner debitira s pjesmom "A Fool In Love", koju snima zajedno s partnerom Ikeom (ne zna se jesu li bili službene vjenčani u to doba).
- 1980. – Neofašistički teroristički napad bombom na željezničkom kolodvoru u Bologni
- 1990. – Irak zauzeo Kuvajt
- 2004. – General HVO-a Tihomir Blaškić pušten na slobodu.

| - 1674. – Filip II. Orleanski, član francuske kraljevske obitelji († 1723.) - 1696. – Mahmud I., turski sultan († 1754.) - 1820. – John Tyndall, irski fizičar ( † 1893.) - 1832. – Carl Justi, njemački filozof i povjesničar umjetnosti († 1912.) - 1834. – Frédéric Auguste Bartholdi, francuski kipar, autor Kipa slobode († 1904.) - 1835. – Elisha Gray, američki izumitelj († 1901.) - 1868. – Konstantin I., grčki kralj († 1923.) - 1884. – Rómulo Gallegos, venezuelanski političar i predsjednik († 1969.) - 1912. – Vladimir Žerjavić, hrvatski ekonomist i demograf († 2001.) - 1923. – Šimon Peres, izraelski političar († 2016.) - 1924. – James Baldwin, afro-američki pisac i pjesnik († 1987.) - 1925. – Jorge Rafael Videla, argentinski diktator († 2013.) - 1932. – Peter O'Toole, irski glumac - 1939. – Wes Craven, američki redatelj († 2015.) - 1964. – Mary-Louise Parker, američka glumica - 1967. – Gordan Jandroković, hrvatski političar - 1968. – Alen Šalinović, hrvatski glumac - 1968. – Zoran Šprajc, hrvatski novinar - 1970. – Kevin Smith, američki redatelj i scenarist - 1975. – Ana Marija Bokor, hrvatska glumica - 1976. – Sam Worthington, australski glumac - 1988. – Valent Sinković, hrvatski veslač | - 257. – Stjepan I., papa - 640. – Severin, papa - 686. – Ivan V., papa - 1100. – Vilim II. Riđi, engleski kralj - 1552. – Vasilije Blaženi, ruski svetac (* 1469.) - 1589. – Henrik III., francuski i poljski kralj ( * 1551.) - 1667. – Francesco Borromini, talijanski arhitekt i kipar (* 1599.) - 1788. – Thomas Gainsborough, engleski rokoko slikar i grafičar (* 1727.) - 1849. – Muhamed Ali Egipatski, osmanlijski valija i stvarni vladar Egipta (* 1769.) - 1921. – Enrico Caruso, talijanski pjevač (* 1873.) - 1922. – Alexander Graham Bell, američki fizičar i izumitelj (* 1847.) - 1923. – Warren G. Harding, američki novinar i političar, predsjednik 1921. – 1923. (* 1865.) - 1934. – Paul von Hindenburg, njemački general i državnik (* 1847.) - 1976. – Romolo Venucci, hrvatski slikar i kipar (* 1903.) - 1988. – Nada Klaić, hrvatska povjesničarka (* 1920.) - 1997. – William Burroughs, američki pisac (* 1914.) - 2008. – Radu Grigorovici, rumunjski fizičar, akademik (* 1911.) - 2015. – Cilla Black, engleska pjevačica i televizijska zabavljačica (* 1943.) - 2016. – David Huddleston, američki glumac (* 1930.) |

## Blagdani i spomendani
- Dan grada Imotskog
- Gospa od Anđela - Porcijunkula
- Vasilije Blaženi
- Euzebije iz Vercellija
- Stjepan I.
- Petar Faber
- Petar Julijan Eymard